# Lapplandskriget

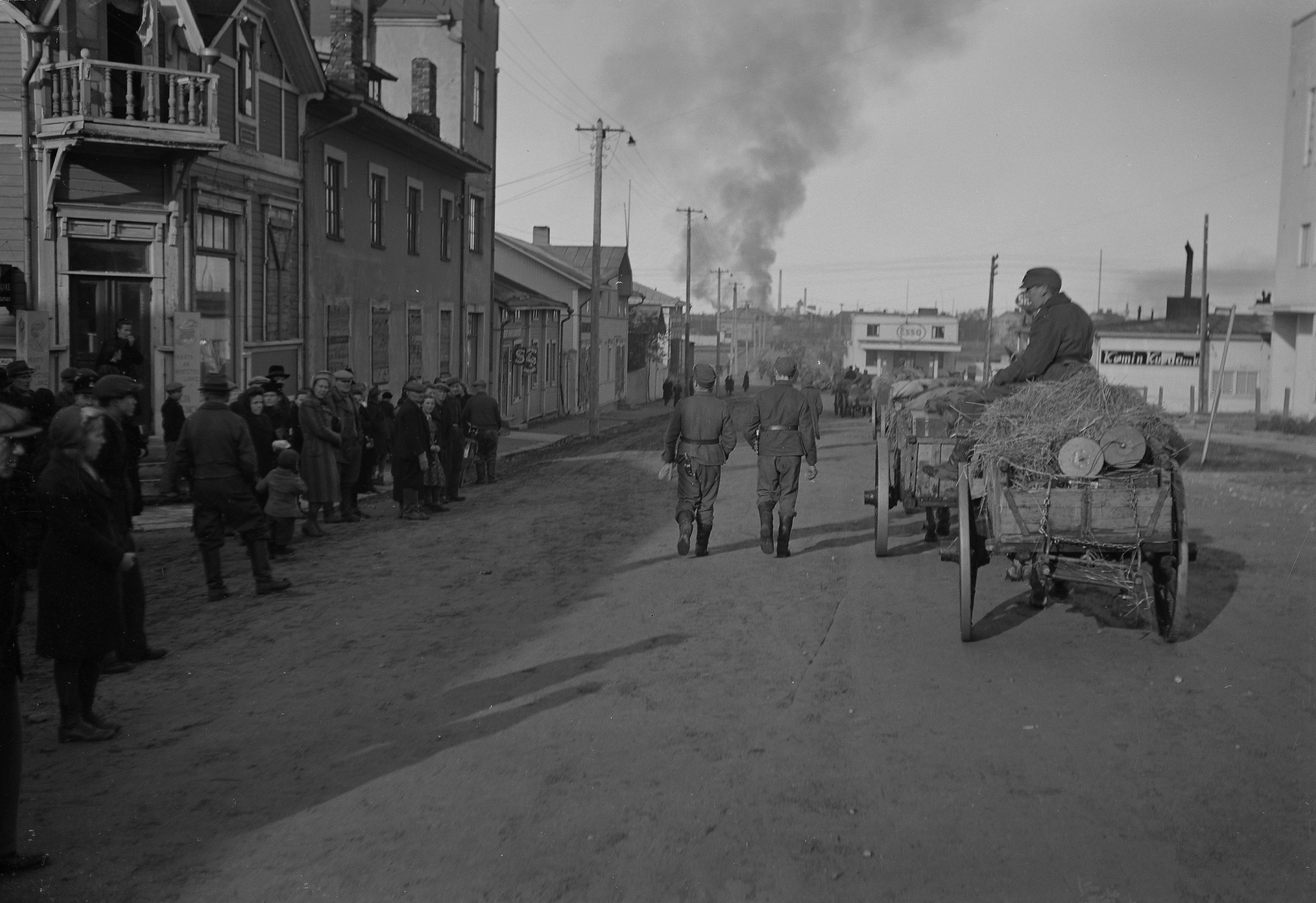
Kraftgatan i Kemi, oktober 1944

Lapplandskriget (finska: Lapin sota, tyska: Lapplandkrieg) var Finlands tredje krig under andra världskriget och fördes mot Nazitysklands trupper i Lappland i norra Finland från september 1944 till april 1945. Lapplandskriget gav upphov till Nordfinska evakueringen där 75 procent av befolkningen i  finska Lappland evakuerades under hösten 1944.

## Historia
Så tidigt som sommaren 1943 började den tyska ledningen förbereda planer inför möjligheten att Finland skulle teckna en separatfred med Sovjetunionen. Tyskarnas planer gick ut på att dra tillbaka trupperna norrut för att skydda de finländska nickelgruvorna i Petsamoområdet. Under vintern 1943–1944 använde tyskarna krigsfångar i arbetet med att förbättra vägarna mellan norra Norge och norra Finland, varav många hade tillfångatagits i södra Europa och avled av kylan då de fortfarande endast bar sommaruniform. De upprättade förråd i området och då Finland undertecknade ett eldupphöravtal med Sovjetunionen den 4 september 1944, var tyskarna redo.
Tyskland hade vid den tidpunkten omkring 200 000 man koncentrerade till norra Finland, varav ungefär hälften till Petsamoområdet. Resterande förband befann sig på den så kallade Salla-fronten. Tyskarnas huvuduppgift i norra Finland var från krigsutbrottet 1941 att i första hand erövra Murmansk samt att skära av järnvägen söderut. Många av de tyska soldaterna var utbildade i Österrike och södra Tyskland och enheterna bestod bland annat av alpjägarförband.
Samtidigt som de tyska marktrupperna drog sig tillbaka norrut började den tyska marinen att minera sjövägen till Finland, och genom Operation Tanne Ost försökte tyskarna erövra ön Hogland (Suursaari) i Finska viken. Även om några tyska och finländska officerare försökte organisera ett förhållandevis fredligt tillbakadragande, utbröt strider mellan tyska och finländska trupper redan innan den första preliminära finsk-sovjetiska fredsuppgörelsen undertecknats. Striderna intensifierades då finländarna förberedde sig att genomföra det sovjetiska villkoret, att driva ut de tyska trupperna från finländskt territorium.
Finland hamnade alltså i en situation liknande den i Italien och Rumänien vilka efter att ha kapitulerat till de allierade blev tvungna att slåss för att befria sitt land från tyska trupper. Den finländska situationen komplicerades ytterligare av det sovjetiska kravet att större delen av de finländska styrkorna samtidigt skulle demobiliseras obeaktat kampanjen mot de kvarvarande tyska trupperna. Direktiven kom från den allierade kontrollkommissionen som även i september 1944 beslöt att alla tyska och ungerska medborgare i Finland skulle interneras och att deras egendom skulle överlåtas till Sovjetunionen. Män, kvinnor och barn sattes i läger. Från tysk sida uppstod självklart också en märklig situation när de forna allierade så att säga över en natt vände sina, ofta tyska, vapen mot dem. De finländska trupperna hade exempelvis nyligen utrustats med tyska kulsprutor och pansarvärnsvapen av bästa märke. 

Det tyska återtåget från norra Finland 1944.

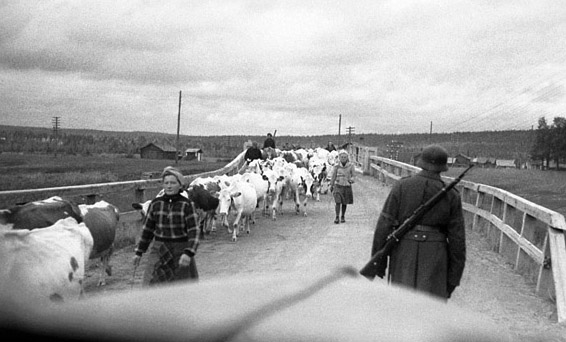
Flyktingar med kor av nordfinsk lantras mellan Sodankylä och Rovaniemi, september 1944

Den finländske generalen Hjalmar Siilasvuo, som hade segrat vid slaget vid Suomussalmi, ledde de finländska manövrerna mot tyskarna och under oktober och november 1944 lyckades han fördriva dem från större delen av norra Finland. De första veckorna i september påbörjades den tyska reträtten, inklusive norska frivilliga, från området mellan Kajana och Norra ishavet under relativt lugna former även om ryssarna hela tiden gjorde framstötar. Från finländsk sida var inställningen mot de forna vapenbröderna till en början något beskedligare.
Den tyska reträtten mot Nordnorge gick långsamt mot i första hand den strategiskt belägna staden Rovaniemi. Förutom brist på fordon gjorde höstregnen att vägarna snabbt förvandlades till lervälling under transporterna av fordon, hästar, vagnar med materiel och förplägnad samt inte minst alla fotvandrande soldater. Det tyska flygunderstödet var minst sagt svagt. Längs reträttvägarna använde sig tyskarna av befästa fördröjningställningar längst bak i kolonnerna för att försvåra den finländska framryckningen. Taktiken utfördes med stor skicklighet och nådde sina syften. För de finländska soldaterna rådde dessutom ständig minfara.    
Nyckelpunkten i reträtten var Rovaniemi där de två huvudvägarna mot Ivalo i norr och Muonio i nordväst utgick. Här försökte tyskarna äta, vila och sova och proviantera och för att klara av att fortsätta norrut mot kallare förhållanden. En stor uppgift i Rovaniemi var också att fördröja de finländska trupperna medan så många tyskar som möjligt kunde starta avfärden norrut. För att nå målen användes sprängning av broar, byggnader och vägar samt minering och utläggning av försåt. Det var de brända jordens taktik som gällde. Den 16 oktober 1944 kunde finländarna återerövra Rovaniemi.
De tyska trupperna under generalöverste Lothar Rendulic brände stora delar av det land de drog sig tillbaka från. Mer än en tredjedel av bosättningarna i området förstördes och residensstaden Rovaniemi brändes till grunden. Utöver de materiella förlusterna, skadorna uppskattades till 300 miljoner dollar (1945 års kurs, år 2005 cirka 3,2 miljarder dollar), blev omkring 100 000 invånare flyktingar vilket ytterligare försvårade återuppbyggnadsarbetet efter kriget. Rendulic dömdes av de allierade för krigsförbrytelser till tjugo års fängelse. 
Om den finländska jakten på de retirerande tyskarna var svag direkt efter vapenvilan med Sovjet i början av september blev den ganska snabbt intensivare. Den 1 oktober genomförde finnarna en överraskande landstigning, med 12 500 man, i ryggen på tyskarna i Torneå. Den riskfyllda operationen med obeväpnade fartyg lyckades eftersom vädret var så dåligt att Stuka-bombplanen i Kemi inte kunde flyga och det tyska batteriet på Laivasaari inte kunde se skeppen. I Röyttä hamn fanns det heller inga tyska trupper. Hårda strider i Torneåtrakten krävde 400 döda på den finska sidan och minst 500-1000 döda på den tyska innan tyskarna drog sig undan. Därefter fortsatte man förföljandet upp längs Tornedalen mot Muonio.    
De sista tyska trupperna drevs ut ur Finland i april 1945. De militära förlusterna under kriget var relativt begränsade: omkring 1 000 döda finländska soldater och omkring 2 000 på den tyska sidan.

## Nordfinska evakueringen
Huvudartikel: Nordfinska evakueringen
Omedelbart efter stilleståndsavtalet med Sovjetunionen beslöt statsrådet att norra Finland skulle evakueras. Från den 8 september flyttade tre fjärdedelar av befolkningen under kort tid. Omkring 56.000 personer och 20.000 kor kom till Sverige över Torneälven och omkring 40.000 till Österbotten. Återvändandet började våren 1945, men många var tvungna att stanna uppemot tio månader under tiden det förödda landet byggdes upp igen.